# مایوو کوشچیلنه
مایوو کوشچیلنه (به لاتین: Majewo Kościelne) یک روستا در لهستان است که در گمینا شدرا واقع شده‌است.